# Stay (album Simply Red)
Stay è il decimo album in studio del gruppo musicale britannico Simply Red, pubblicato il 9 marzo 2007.

## Tracce
1. The World and You Tonight – 3:33 (Mick Hucknall, Andy Wright)
2. So Not Over You – 3:50 (Mick Hucknall, Pete Woodroffe, Charlie Grant, Sarah Anne Osuji, Alana Hood, Hannah Thomson)
3. Stay – 3:04 (Mick Hucknall, Dave Clayton, Andy Wright, Morten Schjolin)
4. They Don't Know – 3:40 (Mick Hucknall, Dave Clayton)
5. Oh! What a Girl! – 3:51 (Mick Hucknall, Andy Wright, Gary Go)
6. Good Times Have Done Me Wrong – 5:20 (Mick Hucknall, Andy Wright)
7. Debris (cover dei Faces) – 4:52 (Ronnie Lane)
8. Lady – 5:00 (Mick Hucknall, Jools Holland)
9. Money TV – 4:05 (Mick Hucknall, Ian Kirkham)
10. The Death of the Cool – 3:26 (Mick Hucknall, Ian Kirkham)
11. Little Englander – 3:06 (Mick Hucknall, Ian Kirkham)

## Classifiche
| Classifica (2007) | Posizione massima |
| ----------------- | ----------------- |
| Austria           | 6                 |
| Belgio (Fiandre)  | 9                 |
| Belgio (Vallonia) | 27                |
| Danimarca         | 34                |
| Francia           | 58                |
| Germania          | 4                 |
| Italia            | 5                 |
| Paesi Bassi       | 3                 |
| Portogallo        | 18                |
| Regno Unito       | 4                 |
| Svizzera          | 6                 |